# Premio Patrick White
Il premio Patrick White (Patrick White Award) è un premio letterario australiano assegnato ogni anno ad un autore il cui lavoro, significativo per il contributo dato alla letteratura australiana, non abbia ancora ricevuto un adeguato riconoscimento.
Il premio è stato istituito nel 1974 con il denaro ricevuto dallo scrittore Patrick White come vincitore del premio Nobel per la letteratura nel 1973. L'ammontare del premio, originariamente di 25.000 dollari australiani, è variato nel corso del tempo: nel 2010 è stato ridotto a 18.000 $ a causa della crisi economica, portato a 23.000 dollari nel 2012 e successivamente a 20.000.
White stabilì che il premio dovesse essere annunciato la settimana successiva alla Melbourne Cup, l'annuale corsa di cavalli più famosa dell'Australia che si svolge nel mese di novembre, per dare alla letteratura una breve possibilità di "estromettere lo sport dalla mente della nazione".

## Vincitori
- 1974 : Christina Stead
- 1975 : David Campbell
- 1976 : John Blight
- 1977 : Sumner Locke Elliott
- 1978 : Gwen Harwood
- 1979 : Randolph Stow
- 1980 : Bruce Dawe
- 1981 : Dal Stivens
- 1982 : Bruce Beaver
- 1983 : Marjorie Barnard
- 1984 : Rosemary Dobson
- 1985 : Judah Waten
- 1986 : John Morrison
- 1987 : William Hart-Smith
- 1988 : Roland Robinson
- 1989 : Thea Astley
- 1990 : Robert Gray
- 1991 : David Martin
- 1992 : Peter Cowan
- 1993 : Amy Witting
- 1994 : Dimitris Tsaloumas
- 1995 : Elizabeth Riddell
- 1996 : Elizabeth Harrower
- 1997 : Vivian Smith
- 1998 : Alma de Groen
- 1999 : Gerald Murnane
- 2000 : Thomas Shapcott
- 2001 : Geoff Page
- 2002 : Tom Hungerford
- 2003 : Janette Turner Hospital
- 2004 : Nancy Phelan
- 2005 : Fay Zwicky
- 2006 : Morris Lurie
- 2007 : David Rowbotham
- 2008 : John Romeril
- 2009 : Beverley Farmer
- 2010 : David Foster [3]
- 2011 : Robert Adamson
- 2012 : Amanda Lohrey
- 2013 : Louis Nowra
- 2014 : Brian Castro
- 2015 : Joan London
- 2016 : Carmel Bird
- 2017 : Tony Birch[4]
- 2018 : Samuel Wagan Watson[5]
- 2019 : Jordie Albiston[6]
- 2020 : Gregory Day[7]
- 2021 : Adam Aitken[8]
- 2022 : Antigone Kefala[9][10]
- 2023 : Alex Skovron[11][12]
- 2024 : Pi-O[13]